# Acantholeucania loreyimima
Acantholeucania loreyimima là một loài bướm đêm trong họ Noctuidae.